# Línea de Sintra
La línea de Sintra es un enlace ferroviario entre las ciudades de Lisboa y Sintra, en Portugal. La primera sección, entre Alcántara-Terra y Sintra, fue inaugurada el 2 de abril de 1887, y la conexión con Rossio se abrió en junio de 1891.
En 1993, este enlace, de sólo unos 28 kilómetros, tuvo una de las más altas ocupaciones en Europa, llevando, por año, alrededor de 67 millones de pasajeros. Las operaciones de esta línea tuvieron, sin embargo, varias dificultades debido al hecho de la escasa distancia entre las estaciones, de unos 2 km.
Circulan en esta línea principalmente composiciones de los servicios suburbanos de Lisboa, CP Urbanos de Lisboa, aunque también circulan regionales y mercancías.  